# Забашевичский сельсовет
Забашевичский сельсовет — упразднённая административная единица на территории Борисовского района Минской области Белоруссии.

## История
28 июня 2013 года Забашевичский сельсовет упразднён, его населённые пункты включены в состав Гливинского сельсовета.

## Состав
Забашевичский сельсовет включал 15 населённых пунктов:
- Забашевичи — агрогородок
- Забашевка — деревня
- Заручье — деревня
- Застенок — деревня
- Красное — деревня
- Мурашки — деревня
- Нитиевщина — деревня
- Новищино — деревня
- Плоское — деревня
- Рыбачное — деревня
- Святое — деревня
- Слободка — деревня
- Смолье — деревня
- Устрона — деревня
- Шаблинщина — деревня